# Brinno

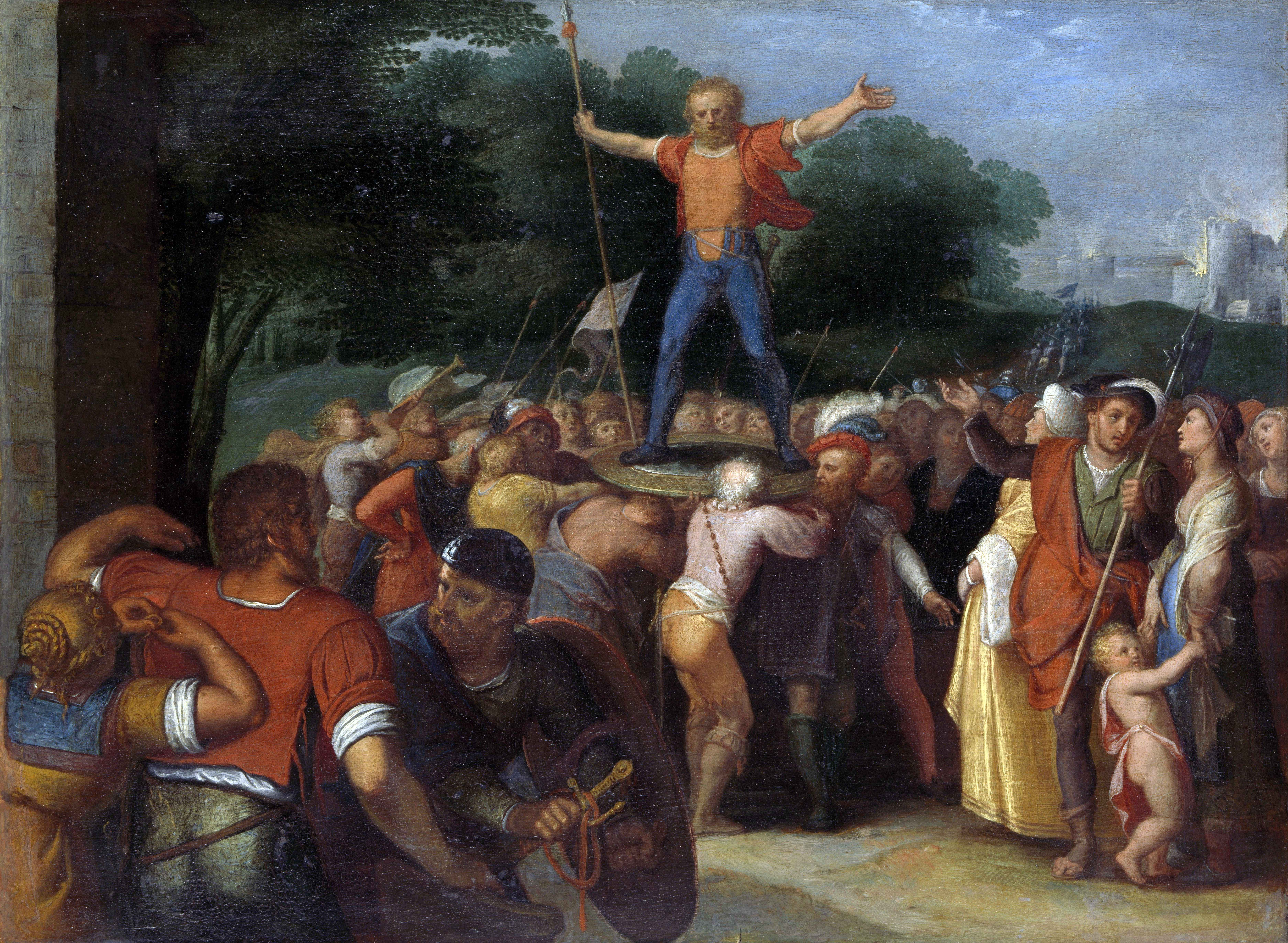
Otto van Veen, Brinno elevado sobre su escudo, óleo sobre tabla, 38 x 58 cm, Ámsterdam, Rijksmuseum. Se trata de una de las doce pinturas del tema de la rebelión de los bátavos encargada a Vaenius por los Estados Generales, que veían en la rebelión contra Roma un modelo de rebelión contra la monarquía española.

Brinno fue el jefe tribal que dirigió a los cananefates cuando se unieron a la rebelión de los bátavos en el delta del Rin en el año 69. Según Tácito, Brinno era:

...un hombre de gran valentía y de noble cuna. Su padre, tras llevar a cabo muchos actos hostiles, había despreciado impunemente la ridícula expedición de Calígula. Su solo nombre, el nombre de una familia de rebeldes, le hacía popular. Levantado sobre un escudo conforme a la moda nacional, y balanceado a los hombros de los portadores, fue elegido general.
Tácito